# Manuel Ezequiel Bruzual
Manuel Ezequiel Bruzual (Santa Marta, 1830 – Curaçao, 14 agosto 1868) è stato un politico venezuelano.
È stato Presidente del Venezuela dal 25 aprile al 28 giugno 1868.
Partecipò attivamente alla Guerra Federale, combatté a Purereche, Buchivacoa, Barquisimeto e a Portuguesa. In seguito, una volta restaurato il Governo Federalista, il cui presidente era Juan Crisóstomo Falcón, fu nominato Ministro della Guerra e della Marina (1864). Subito dopo si dimise.
Nel 1866 venne eletto Capo di stato maggiore dell'esercito. Il 6 aprile 1868, a Güigüe, ebbe un colloquio con Miguel Antonio Rojas, Capo dell'Esercito della La Revolución Azul, e fu d'accordo sulla sospensione delle ostilità per 15 giorni in modo da discutere un trattato di pace, che fu firmato l'11 maggio. Il 25 aprile 1868 venne eletto Presidente del Venezuela. In seguito, il 19 giugno, ebbe un colloquio con José Tadeo Monagas, nuovo leader de La Revolución Azul, ma non riuscì a raggiungere un accordo e il Governo cadde.